# Биволаре
Бивола̀ре е село в Северна България. То се намира в община Долна Митрополия, област Плевен.

## География
Биволаре е разположено на десния бряг на река Вит между два хълма. Усойката, обрасла предимно с люлякови храсти, пази селото от юг. От североизток е хълма Орлювица. Дълги времена незалесен, използван предимно за паша на овцете. Сега е залесен с акациева и иглолистна гора. Селото се намира на 12 км от областния гр. Плевен, на 8 км от общинския център гр. Долна Митрополия, на 3 км от с. Победа, на 6 км от с. Божурица, 5 км от с. Опанец, на 2 км от жп спирка „Чифлика“ на жп линията Плевен-Черквица. Землището ни граничи с посочените села. Землището на селото е част от хълмистата Дунавска равнина на 92 м надморска височина. Равнинните земи – Отвъде – са около 4000 дка, в Орманя и ливадите са още около 1000 дка. Те са много плодородни и удобни за модерно и поливно земеделие. В хълмистата част Гложака, Проганя, Ганин дол, Иванково усое има гори, овощни градини и лозя. Земите около р. Вит дълги години са заливани, с което са нанасяни големи щети на стопаните. От 30 – 40 години реката в нашия район е обградена с предпазна дига, която не позволява заливане на земеделски и други земи.

## История
През 1843 г. към село Биволаре е присъединено село Климентина. Старото име на Климентина е Демир кьой и е било заселено с татари, които през 1877 г. го изоставят.

## Религии
Православни християни, Мюлсюлмани

## Културни и природни забележителности
- Езерото край село Биволаре (Биволарското блато или както му казват там Коридорите) е място за размножаване на много видове птици. Образувано е от разширени стари корита на река Вит.
- Паметник на загиналите за Родината във войните за национално обединение, представляващ две паметни плочи, между които е вградена чешма, открит на 1 януари 1934 г. благодарение щедрото дарение направено от индустриалеца и банкер Лалю Метев от Габрово – главен акционер на Първо българско за цимент акционерно дружество „Лев“ – Плевен, участник в Балканската, Междусъюзническата и Първата световна война, известен със своята благотворителност.

## Редовни събития
Официалният празник на с. Биволаре е на 28 август.

### Песи понеделник в село Биволаре
Типичен обичай за село Биволаре. Провежда се в някой от понеделниците на март. В по стари времена всяко семейство е отглеждало по 2 – 3 и повече кучета. Те били верен другар на стопаните, пазели къщата, стадата, овцете, пътували с животинския впряг и били навсякъде. Често се случвало някое от кучетата да се изхайлази и да прави бели. Именно тези лоши кучета са заведени за мъмрене на Песи понеделник. Мястото за провеждане на празника е вдясно от кръчмата на Димитър Миков, мястото на сегашната фурна. Участниците в този обичай са облечени в докторски одежди и въоръжени с дървени шашки (дървени ножове), съоръжени със здрав чатал, с който се притиска кучето за главата и гърба – от съображения за сигурност. Съоръжението за прилагане на санкцията се състои от две върлини, високи 6 – 7 м. долният им край се помества в изкопана дупка около 1 – 1,2 м. широка 30 – 40 см. На горния край са завързвани въжета, които изпъват върлините настрани, а друго средно въже, завързано за двете върлини, равномерно се навива и в долния край се завързва за предните крака недисциплинираното куче. Вследствие на развиването на въжето кучето се върти на големи обороти. След като се развие окончателно въжето, кучето изхвърча на височина 5 – 6 метра. Падналите вече кучета се подплашвали допълнително от шума възпроизведен от хлопане по тенекия и се отправяли към дома си. След т.нар. кучешки съд кучетата спирали да правят бели.